# Łeśkowe
Łeśkowe (ukr. Леськове) – wieś na Ukrainie, w obwodzie czerkaskim, w rejonie humańskim. W 2001 roku liczyła 779 mieszkańców.
Wieś dawniej wchodziła w skład klucza Monasterzyska, który pod koniec XVIII wieku zaczęli rozprzedawać Lanckorońscy. W ten sposób w 1801 roku wieś kupił Aleksander Dachowski herbu Łodzia (ur. 1778) syn Kazimierza. Majątek odziedziczył Kazimierz Dachowski (1822-1894). Leśkowa stała się w ten sposób ośrodkiem dóbr obejmujących 10 tys. morgów. Przed 1917 roku słynna była także poza granicami kraju leśkowska stadnina koni pełnej krwi angielskiej. Ostatnim przed Traktatem ryskim właścicielem Leśkowej był inż. Kazimierz Dachowski (1822-1894).

## Pałac
Kazimierz Dachowski wybudował we wsi około 1850 roku dwukondygnacyjny pałac - zamek na planie kwadratu w stylu elżbietańskiego neogotyku, który stał się najokazalszą neogotycką rezydencją na południowo-wschodnich kresach Rzeczypospolitej. W pałacu znajdowała się kolekcja Chełmońskiego i Siemiradzkiego i kolekcja pasów słuckich, która zajmowała osobne pomieszczenie.

Leśkowa należała do Tadeusza Dachnowskiego, znanego sportsmena i właściciela stajni wyścigowej, ożenionego z Marią Wołodkowicz. (...) Ciotka pani Tadeuszowej ofiarowała młodej parze jako podarek ślubny swoje muzealne wprost i bezcenne zbiory mebli, obrazów, zegarów, makat i przeróżnych antyków, czyniących z tego zamku przybytek piękna i wieloletniej przeszłości. (...)

W późniejszym okresie w pałacu mieściło się sanatorium, szpital. Obecne znajduje się w zarządzie Ministerstwa Obrony Ukrainy.

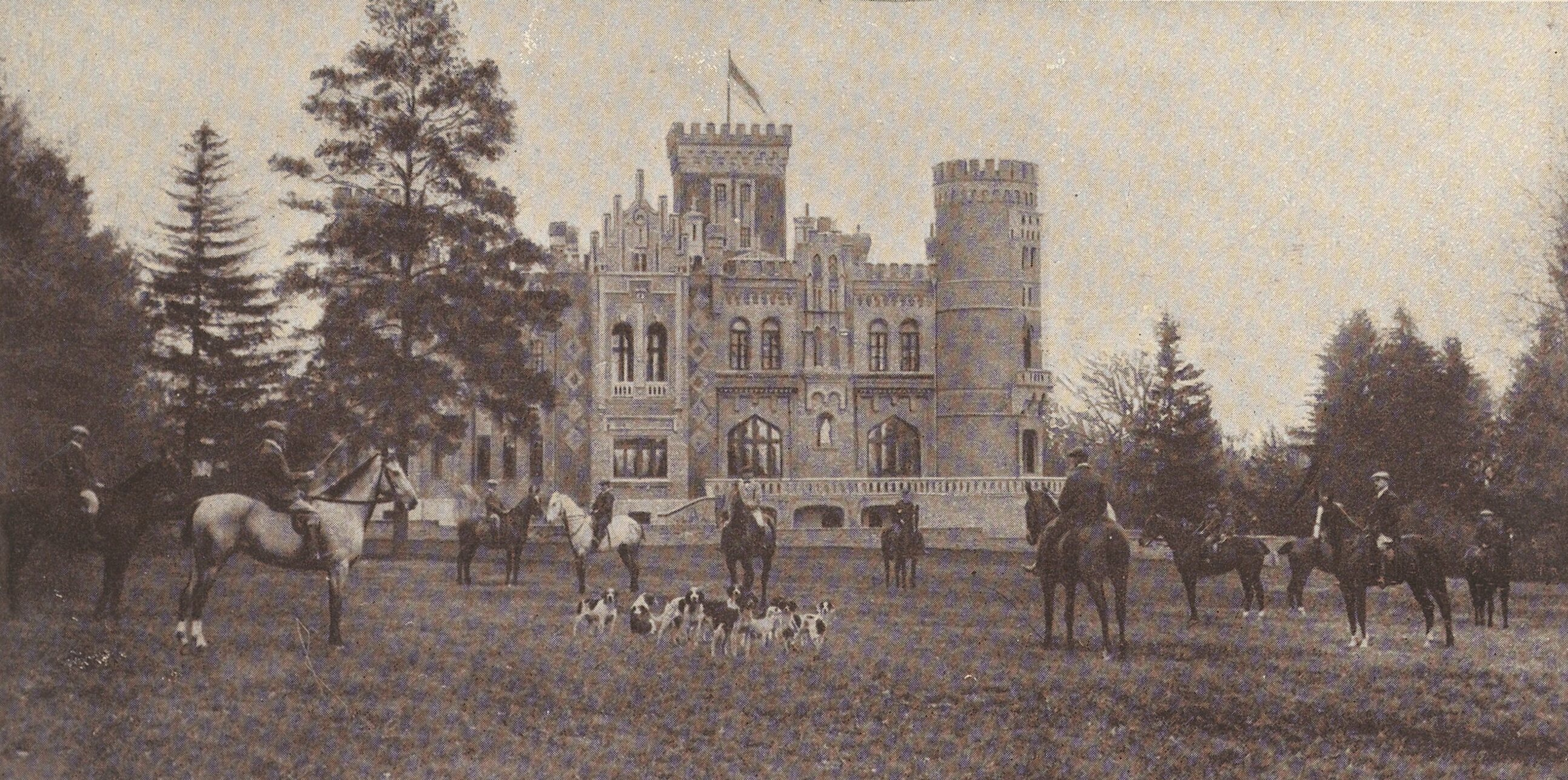
Pałac przed 1911